# At My Age
At My Age è un album in studio del cantautore britannico Nick Lowe, pubblicato nel 2007.

## Tracce
Tutte le tracce sono di Nick Lowe, eccetto dove indicato.

1. A Better Man – 2:16
2. Long Limbed Girl – 2:52
3. I Trained Her to Love Me (Lowe, Robert Treherne) – 2:59
4. The Club – 2:36
5. Hope for Us All – 3:42
6. People Change – 2:55
7. The Man in Love (Charlie Feathers, Quinton Claunch, William Cantrell) – 2:08
8. Love's Got a Lot to Answer For – 3:02
9. Rome Wasn't Built in a Day – 2:42
10. Not Too Long Ago (Joe Stampley, Merle Kilgore) – 2:20
11. The Other Side of the Coin – 2:47
12. Feel Again (Faron Young) – 2:48